# 172
172（一百七十二）是171與173之間的自然數。

## 数学领域
- 合數，正因數有1、2、4、43、86和172。
質因數分解為{\displaystyle 2^{2}\times 43}。
- 虧數，真因數和為136，虧度為36。
- 不尋常數，大於平方根的質因數為43。
- 第91個十进制的奢侈數。前一個為171、下一個為174。
- 172不在函數x - φ(x)的值域內，是第16個非互補歐拉商數（noncototient）。
- 172以六進位表示時為444，是純位數。
- 172是前23個整數欧拉函数數值的和。
- 正四十五邊形的內角是172度。